# Муравин, Геннадий Исаакович
Генна́дий Исаа́кович Мура́вин (род. 7 апреля 1936, Москва) — российский и советский инженер-гидротехник, организатор строительства объектов и руководитель в сфере коммунального хозяйства Москвы.

## Биография
- В 1956 году окончил Московский институт инженеров водного хозяйства имени В. Р. Вильямса.
- 1957—1969 — старший инженер, мастер, прораб, старший прораб, главный инженер СУ-15 «Мосподземстрой № 4».
- 1969—1972 — начальник СУ-16 Мострансгидрострой (Специализированное управление по гидротехническому строительству Главмосинжстроя (в настоящее время — ОАО «Мосинжстрой»).
- В 1972—1974 годах работал на строительстве моста в Афганистане в качестве специалиста по проектированию и строительству мостов.
- 1974—1975 — заместитель начальника Управления подготовки производства.
- 1975—1988 — заместитель начальника управления водопроводно-канализационного хозяйства Мосгорисполкома (ныне — ОАО «Мосводоканал»).
- 1989—1990 — первый заместитель начальника Главного управления по жилищному хозяйству и инженерному обеспечению Мосгорисполкома.
- 1990—1994 — директор по строительству совместного предприятия «МКС Плюс».
- 1994—1995 — генеральный директор ТОО «Экспромт».
- В 1995 году создал ООО «Организатор» — организацию, специализирующуюся на выполнении функций заказчика по строительству. Был её генеральным директором до 2004 года. С 2004 по 2009 года — президент ООО «Организатор». В 2009 году компания была продана структурам АФК «Система»[1].
- В настоящее время продолжает работать в области управления проектированием и строительством.

## Значимые объекты строительства
Как руководитель организации-заказчика, Муравин управлял следующими известными проектами:
- реконструкция МКАД;
- строительство Третьего транспортного кольца;
- воссоздание Иверских ворот;
- воссоздание Собора Казанской Божией Матери;
- воссоздание Храма Иконы Влахернской Божией Матери;
- реставрация Нового Манежа;
- реставрация Лефортовских казарм;
- реставрация и перенос Андреевского моста;
- строительство Киевского пешеходного моста;
- строительство транспортных тоннелей глубокого заложения — Лефортовского и Северо-Западного;
- строительство Храма Святого Георгия Победоносца на Поклонной горе;
- строительство Храма Святого Великомученика Дмитрия Солунского в поселке Восточный;
- реконструкция Киевского шоссе[какого?];
- участвовал в проектировании и строительстве транспортной системы Москва-Сити;
- участвовал проектировании реставрации и реконструкции Каменного моста в Калуге.

## Изобретения
К числу патентов, полученных Муравиным, относятся «Кольцевая магистраль мегаполиса и способ реконструкции кольцевой магистрали мегаполиса», «Кольцевая магистраль мегаполиса и способ реконструкции кольцевой магистрали мегаполиса», «Способ возведения автодорожного тоннеля внутригородской кольцевой транспортной магистрали мегаполиса», «Транспортный комплекс мегаполиса и способ регулирования и разгрузки пассажирских, грузопассажирских и грузовых потоков транспортного комплекса мегаполиса» и ряд патентов по теме транспортных развязок.